# Villa Tuscolana

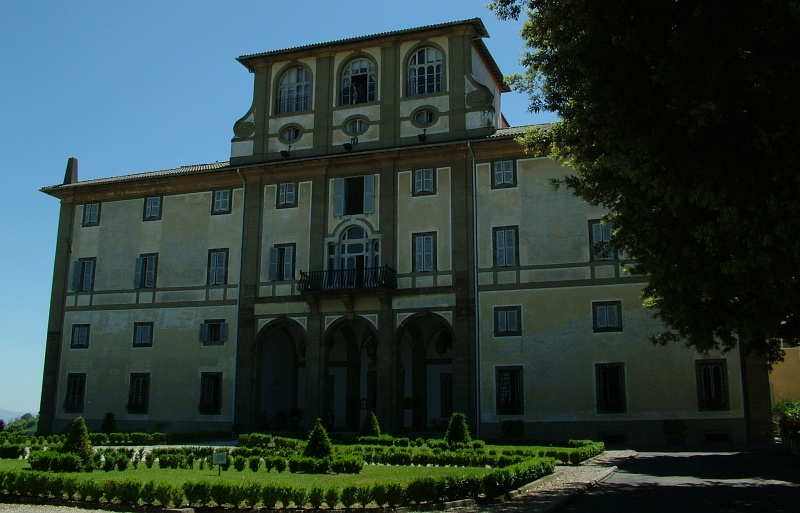
La façade principale vue des jardins

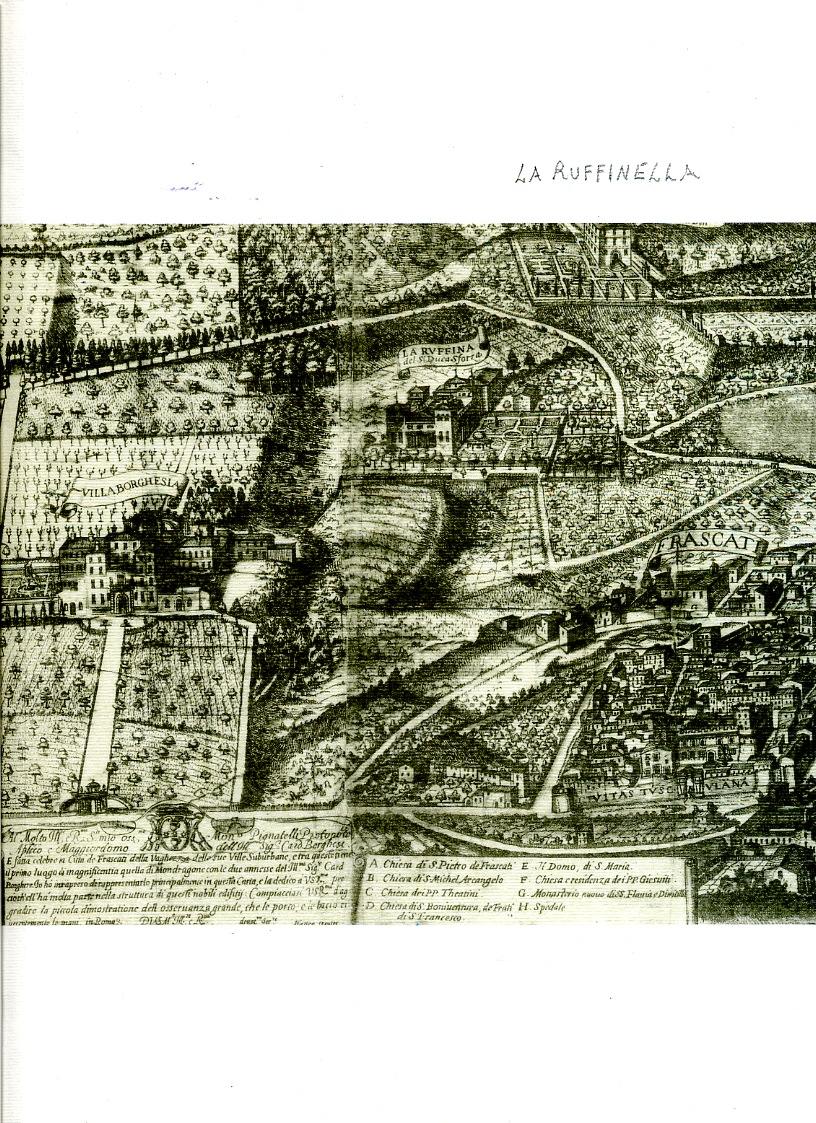
Villa Rufinella 1620

La villa Tuscolana ou villa Rufinella, est une maison de campagne ou de villégiature princière située à Frascati, dans la province de Rome (Latium).

## Historique
Aujourd'hui propriété d'une société, la villa Tuscolana n'était autrefois qu'une petite villa et une dépendance de la Villa Rufini (Villa Falconieri) construite par  Alessandro Ruffini, évêque de Melfi en 1578. C'est pour cette raison qu'on l'appelait « Rufinella ». Toutes deux appartenaient à Filippo Rufini, sous le pontificat de Paul III. Elle était située tout près des ruines d'une ancienne villa romaine.
Plus tard elle fut achetée par le Collège romain qui en 1742 autorisa l'architecte Luigi Vanvitelli à démolir les ruines de l'ancienne villa romaine et d'employer les matériaux à la reconstruction de la villa telle qu'elle est aujourd'hui.
Dans la chapelle sont trois bonnes peintures : La mort de St. Francois Xavier, St. Louis de Gonzague et la Saint Famille, toutes trois par Carlo Maratta. Dans la Villa sont quelques inscriptions et antiquités trouvées dans le voisinage.
C'est en examinant certaines tombes romaines trouvées dans cette villa que Fumasoni Biondi redécouvre la technique de tissage de fibres d'amiante.
En 1804, la villa Rufinella a été achetée par Lucien Bonaparte, et ce fut de là, qu'en 1817, des brigands, ayant pour chef De Cesari, essayèrent de l'enlever dans l'espoir de recevoir une immense rançon. Heureusement, au lieu de se saisir du Prince, ils s'emparèrent d'un artiste français qui était présent dans la villa et qu'ils prirent pour le Prince. Dégoûté par les attaques de ces brigands, le prince vendit en 1820 cette villa à la duchesse du Chablais. Elle fut aménagée et agrandie par le Lucien Bonaparte. Sur le penchant d'une colline, il avait fait ériger un Parnasse sur lequel dominait la statue d'Apollon  qui fut sculptée pour Bonaparte par Marchetti de Carrara, dans l'atelier duquel travaillait son neveu Canova. Dans le jardin des plants de myrtes étaient taillés de telle sorte qu'ils formaient les noms des célèbres poètes de tous les temps et de toutes les nations. Il avait aussi un petit chalet et quelques huttes ou il se réfugiait durant les tremblements de terre, très fréquents alors.
Elle passa ensuite à la reine Marie-Christine, veuve du roi de Sardaigne Charles-Félix de Savoie, qui s'intéressa vivement à la recherche des antiquités du voisinage de Tusculum. Ensuite elle devint la propriété du roi d'Italie Victor Emmanuel II.

## Sources
- (it) Cet article est partiellement ou en totalité issu de l’article de Wikipédia en italien intitulé « Villa Tuscolana » (voir la liste des auteurs).